# Parafia Najświętszej Maryi Panny Królowej Polski w Strzyżewie
Parafia Najświętszej Maryi Panny Królowej Polski – parafia polskokatolicka w Strzyżewie. Wchodzi w skład dekanatu dolnośląskiego diecezji wrocławskiej Kościoła Polskokatolickiego w RP.
Proboszczem parafii jest ks. Julian Kopiński, dojeżdżający z parafii w Kotłowie.